# The Knife
The Knife fue un dúo sueco de electropop y electrónica alternativa independiente formado en 1999 en Gotemburgo por los hermanos Karin Dreijer Andersson y Olof Dreijer, que editan sus discos a través de su propia discográfica, Rabid Records.
Una de las principales características distintivas del grupo es su poca disposición para colaborar con la escena musical o mostrarse ante los medios. Rara vez hacen apariciones en público, la mayoría de sus fotos promocionales muestra a los miembros de la banda usando máscaras, y hasta recientemente, se negaban rotundamente a realizar conciertos en vivo.
En 2003 ganaron un premio Grammi (el equivalente sueco del premio Grammy) a la mejor banda pop de ese año. Su álbum Deep Cuts también estuvo nominado como mejor álbum pop, pero ese premio se lo llevó The Cardigans.
Sin haber tocado en vivo antes, The Knife salió de gira musical por Europa y Estados Unidos en 2006, y después de agotar las entradas de sus conciertos, un DVD de la gira fue anunciado. Este fue editado en Suecia el 8 de noviembre de 2006, y se titula Silent Shout: An Audio Visual Experience.
Silent Shout fue nombrado el mejor álbum de 2006 por Pitchfork Media. 
En la presentación de los premios Grammi en enero de 2007, The Knife ganó en las seis categorías en que fueron nominados: Compositor del Año, DVD Musical del Año, Productor del Año, Grupo Pop del Año, Álbum del Año y Artista del Año. Sin embargo, ellos no asistieron a la entrega de premios.
Karin Dreijer Andersson compartió The Knife con un proyecto llamado Fever Ray.
En enero de 2013 presentaron 'Full Of Fire', primer adelanto del disco ‘Shaking The Habitual’ mediante un videoclip dirigido por Marit Östberg.
La banda se desintegró en noviembre del 2014 al terminar el tour.

## Discografía
- The Knife (2001)

```
 1.-Neon
 2.-Lasagna
 3.-Kino
 4.-I just had to Die
 5.-I take time
 6.-Parede
 7.-Zapata
 8.-Bird
 9.-N.Y.Hotel
 10.-A lung
 11.-Reindee
```

- Deep Cuts (2003)

```
 1.-Heartbeats
 2.-Girls' Night Out
 3.-Pass This On
 4.-One For You
 5.-The Cop
 6.-Listen Now
 7.-She's Having A Baby
 8.-You Take My Breath Way
 9.-Rock Classics
 10.-Is It Medicine
 11.-You Make Me Like Charity
 12.-Got 2 Let U
 13.-Behind The Bushes
 14.-Hangin' Out
 15.-This Is Now
 16.-Handy Man
 17.-The Bridge
```

- Silent Shout (2006)

```
 1.-Silent Shout
 2.-Neverland
 3.The Captain
 4.-We Share Our Mothers' Health
 5.-Na Na Na
 6.-Marble House
 7.-Like a Pen
 8.-From Off to On
 9.-Forest Families
 10.-One Hit
 11.-Still Light
```

- Shaking the Habitual (2013)

```
 Disc One:
 1.-A Tooth for an Eye
 2.-Full of Fire
 3.-A Cherry on Top
 4.-Without You My Life Would Be Boring
 5.-Wrap Your Arms Around Me
 6.-Crake
 7.-Old Dreams Waiting to Be Realized
```

```
 Disc Two:
 1.-Raging Lung
 2.-Networking
 3.-Oryx
 4.-Stay Out Here
 5.-Fracking Fluid Injection
 6.-Ready to Lose
```

- Hannah Med H soundtrack (2003)

- Tomorrow, In A Year (2010)

## Filmografía
"Pass this on" (Les amours imaginaires - Xavier Dolan) (2010)

### Promos
- "N.Y. Hotel" (Andreas Korsár & Andreas Nilsson) (2001)
- "Pass This On" (Johan Renck) (2003)
- "Heartbeats" (Andreas Nilsson, Johannes Nyholm & Bo Melin) (2003)
- "Handy-Man" (Bold Faces) (2003)
- "You Take My Breath Away" (version 1: estilo 80s) (Henry Moore Selder) (2003) (voces: Jenny Wilson)
- "You Take My Breath Away" (version 2: esqueletos animados) (Peter Geschwind) (2004) (voces: Jenny Wilson)
- "Rock Classics" (Amy Leech) (2005) (ganador de la competencia de videos "When I filmed The Knife")
- "Silent Shout" (Andreas Nilsson) (2006)
- "Marble House" (version 1: parcialmente animado) (Björn Renner) (2006) (voces: Jay-Jay Johanson)
- "Marble House" (version 2: ratones) (Chris Hopewell) (2006) (voces: Jay-Jay Johanson)
- "We Share Our Mothers' Health" (Motomichi Nakamura) (2006)
- "Like a Pen" (Andreas Nilsson) (2006)
- "Na Na Na" (David Vegezzi & Dagmar Weaver) (2007)

### Cortometrajes
- "When I Found The Knife" (guion por Frau Rabid, animado por Vardag) (2004)
- "When I Found The Knife Again" (Amy Engles=Amy Leech ) (2006)

### Conciertos
- "Silent Shout: An Audio Visual Experience" (2006) (Marius Dybwad Brandrud)

## Otros
Karin Dreijer aparece como cantante invitada en:
- "This must be it" (Röyksopp) (2009)
- "Tricky Tricky" (Röyksopp) (2009)
- "What Else Is There?" (Röyksopp) (2005)
- "Axe man" (Silverbullit) (2001)

The Knife produjo:
- "Who's That Girl?" (Robyn) (2005)